# Ramularia haplospora
Ramularia haplospora är en svampart som beskrevs av Speg. 1880. Ramularia haplospora ingår i släktet Ramularia och familjen Mycosphaerellaceae.   Inga underarter finns listade i Catalogue of Life.